# Aminath Faiza
Aminath Faiza (29 de septiembre de 1924 – 25 de febrero de 2011) fue un escritora y poeta de las Maldivas.

## Biografía
(Daisy Maa) Aminath Faiza comenzó a escribir poesía a los 16 años. Comenzó a inspirarse por Bodufen Valhugey Seedhi, famosa poeta y tía suya. "Thiththibe" como Faiza la llamaba, la hizo recitar sus poemas cuando estaban terminados. Durante la década de los 50, Faiza comenzó a mostrar su trabajo, tiempo durante el cual, el difunto Mohamed Amin Didi, primer presidente de las Maldivas, creó el "Lhen Veringe Gulzaar" (Jardín de los poetas Dhivehi). Aminath Faiza era la "DAISY MAA"; la flor Margarita de la poesía de Maldivas. Desde entonces, publicó sus poemas y otras obras en revistas y periódicos, y tuvo compilaciones publicadas en libros a lo largo de su carrera. Escribió poesía sobre muchos temas diferentes, incluyendo romance, temas sociales, religión, unidad nacional y ocasiones nacionales.
Faiza formó parte del órgano asesor del Partido Rayyithunge Muthagaddim, el primer partido político fundado en las Maldivas por el presidente Mohamed Ameed Didi. Trabajó como directora adjunta de la antigua escuela Madrasat-ul Saniyya. Faiza también trabajó para el Centro de Investigación Histórica y Lingüística de Maldivas, durante el cual ayudó a recopilar el Diccionario de Maldivas.
En reconocimiento por su contribución a la poesía de las Maldivas, fue galardonada con el Premio Nacional de Reconocimiento en 1980, luego un Premio Nacional de Honor en 1996. Escribió su último poema sobre el Jubileo de Oro de la Escuela Iskandhar el 5 de febrero de 2011.
El 25 de febrero de 2011 después de sufrir un ataque cardíaco, murió a los 86 años mientras estaba siendo tratada en el Indira Gandhi Memorial Hospital de Malé. Fue enterrada en el cementerio Aa Sahara en Malé en una ceremonia a la que asistieron dignatarios políticos y culturales.